# 7573 Basfifty
A 7573 Basfifty (ideiglenes jelöléssel 1989 VX) a Naprendszer kisbolygóövében található aszteroida. Brian G. W. Manning fedezte fel 1989. november 4-én.